# 生野北第二ランプ
生野北第二ランプ（いくのきただいにランプ）は、兵庫県朝来市にある播但連絡道路のランプ。
姫路JCT方面の出入口が設置されているハーフICであり、和田山IC方面は生野北第一ランプを利用する。
当初は生野北ランプ（いくのきたランプ）と呼ばれていたが、2000年9月25日、生野北第一ランプ開設に伴って、生野北第二ランプに改称した。

## 接続する道路
- 国道312号

## 周辺
- 播磨屋本店
- 岩屋観音

## 隣
E95 播但連絡道路
(14) 生野北第一ランプ - (15) 生野北第二ランプ - 朝来SA - (16) 朝来IC